# Ізвору (Нямц)
Ізвору (рум. Izvoru) — село у повіті Нямц в Румунії. Входить до складу комуни Іон-Крянге.
Село розташоване на відстані 278 км на північ від Бухареста, 49 км на схід від П'ятра-Нямца, 54 км на південний захід від Ясс.

## Населення
За даними перепису населення 2002 року у селі проживали 423 особи, усі — румуни. Усі жителі села рідною мовою назвали румунську.